# Skolesystemet i Tyskland
Skolesystemet i Tyskland er opbygget så skoler er et anliggende for de forskellige tyske delstater. Dette gør, at der er forskelle i skolestrukturen rundt omkring i Tyskland, selv om hovedtrækkene er de samme.

## Grundskole
Skolepligten begynder det år et barn fylder seks år, og varer fra ni til tolv år. De første fire eller seks år (afhængig af delstaten) går eleven i grundskole (Grundschule). Dette niveau kaldes Primarstufe.
Efter grundskolen er det tre hovedløb eleven kan tage: Hauptschule, Realschule og Gymnasium. Alle disse går under betegnelsen Sekundarstufe I.

## Erhvervsfaglig uddannelse
I hovedskolen (Hauptschule) går eleverne først på skolen til og med niende- eller tiendeklasse. Efter endt skolegang tager eleverne Hauptschulabschluss, og kan derefter fortsætte på en erhvervsskoler (Berufsschule). Tiden ved erhvervsskoler kombineres gerne med praksis i en virksomhed, og kan sammenlignes med lærlingeordningen i Danmark. En typisk erhvervsfaglig uddannelse tager to eller tre år.
Det findes mere end 5000 hovedskoler i Tyskland, med over en millioner elever om året.

## Gymnasium
For at komme ind ved tyske universiteter skal man have en afsluttende eksamen fra et gymnasium (Gymnasium). Denne eksamen kaldes Abitur. Eleverne begynder som regel på gymnasiet i femte klasse, i Sekundarstufe I, og fortsætter efter at have afsluttet 10. klasse på den såkaldte Gymnasiale Oberstufe. De kan derpå tage Abitur efter tolvte eller trettende skoleår. 
Traditionelt har det været tre hovedtyper tyske gymnasier:
- Humanistiske gymnasier (Humanistische Gymnasien), hvor der lægges vægt på klassiske sprog som latin og græsk.
- Nysproglige gymnasier (Neusprachliche Gymnasien), hvor eleverne lærer moderne sprog som engelsk og fransk.
- Matematisk-naturvidenskabelige gymnasier (Mathematisch-naturwissenschaftliche Gymnasien), hvor eleverne fordyber sig i matematik og realfag.

Mange delstater har også specielle former for gymnasier, som musik- og sport-gymnasier.
Det findes mere end 3100 gymnasier i Tyskland. Disse har tilsammen omkring 2 millioner elever om året.

## Realskole
En realskole (Realschule) er en mellemting mellem et gymnasium og en erhvervsskole. Her går eleverne frem til tiendeklasse, da realskolen afsluttes med Mittlere Reife. Derefter kan eleverne vælge at tage en teknisk uddannelse, eller i nogen tilfælde gå over på gymnasiet (dette kræver en optagelsesprøve).
Frem til 1964 blev realskolerne kaldt mellemskoler (Mitteen).

## Enhedsskole
Fra midten af 1960'erne åbnede en ny type skoler, enhedsskoler (Gesamtschulen). Denne skoletype er en blanding af de tre traditionelle typer, Realschule, Gymnasium og Hauptschule, her kan eleverne tage både Abitur og erhvervsfaglige uddannelser.
Konceptet med enhedsskoler slog aldrig helt gennem; derfor findes der ikke ligeså mange af denne slags skoler som af de andre.